# Notre-Dame (Bonneval)

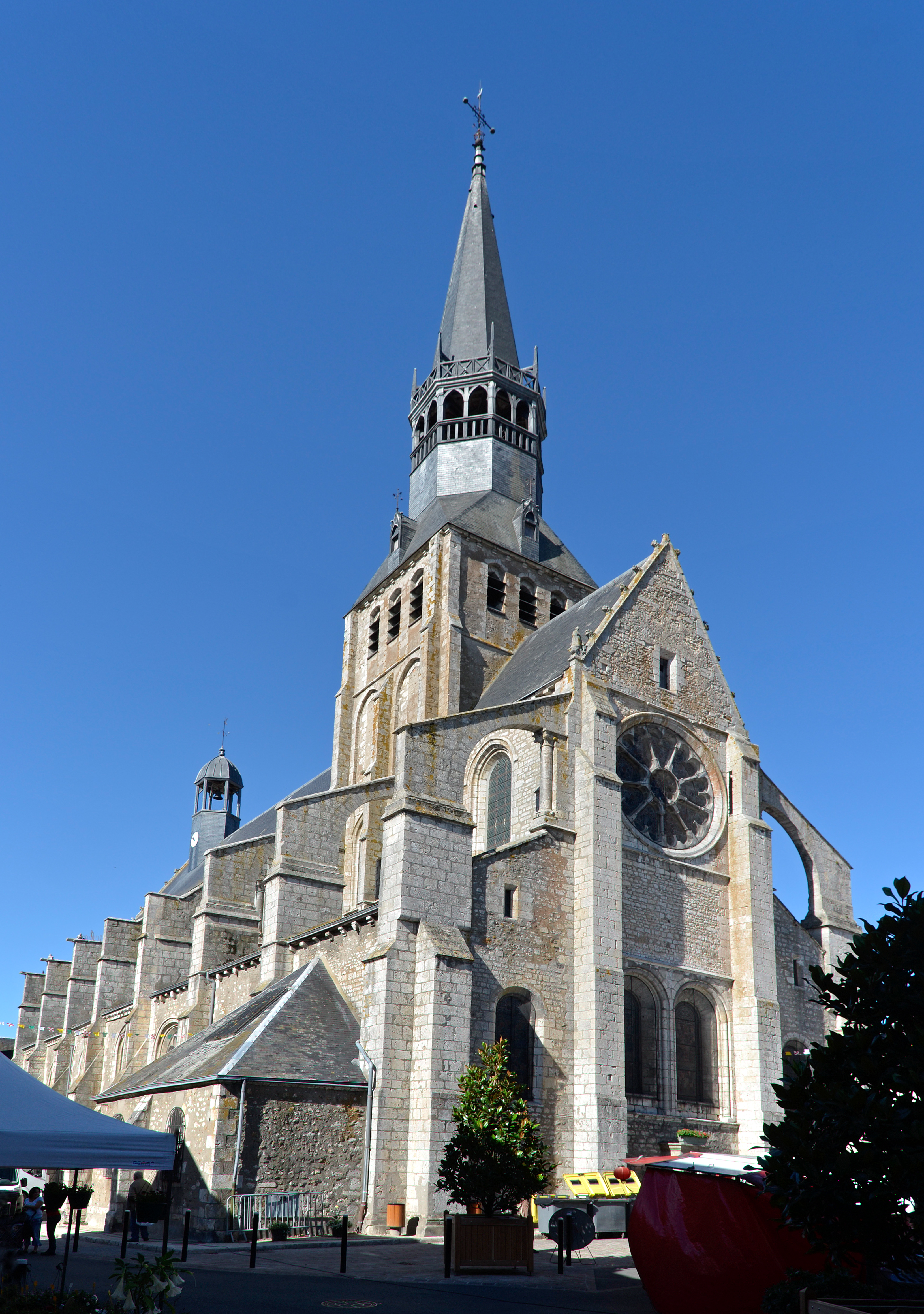
Notre-Dame (Bonneval)

Die Kirche Notre-Dame (französisch Notre-Dame de Bonneval) ist eine römisch-katholische Kirche in Bonneval im französischen Département Eure-et-Loir in der Region Centre-Val de Loire. Sie ist seit 1954 als Monument historique klassifiziert.

## Historischer Überblick

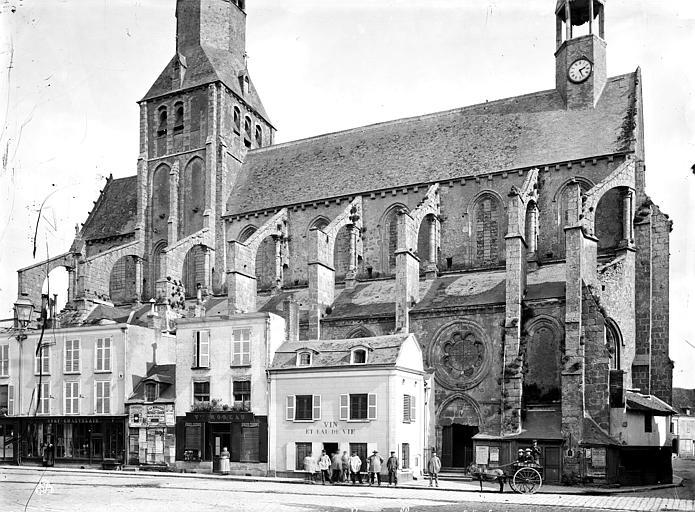
Nordfassade mit Häusern im Vordergrund, 1880

Die Kirche ist frühgotisch und stammt größtenteils aus dem frühen 13. Jahrhundert, doch die unteren Teile des niedrigen Vierungsturms und die drei benachbarten Fenster in jedem Seitenschiff sind rundbogig und weisen auf das Ende des 12. Jahrhunderts. Der Baubeginn erfolgte somit etwa zeitgleich mit der Kathedrale von Chartres. Die Kirche ist eine dreischiffige Basilika mit flachem Ost- und Westschluss.
Die mit Krabben verzierten Dachgiebel stammen aus dem 16. Jahrhundert. Die verschieferte Haube, die die Kirche überragt, stammt ebenfalls aus dem 16. Jahrhundert, ist mit einer Galerie verziert und erhebt sich 65 Meter über dem Boden. Die Kirche beherbergt drei Glocken, von denen zwei unter Denkmalschutz stehen. Eine stammt aus dem Jahr 1598, die andere aus dem Jahr 1793.

## Beschreibung
Die Kirche besteht aus einem Mittelschiff und zwei Seitenschiffen mit jeweils sieben Jochen, die von Strebepfeilern flankiert werden, welche mit sehr schlanken Strebebögen das Mittelschiff abstützen. Die ersten drei sind mit funktionslosen Wasserspeiern versehen, die groteske Figuren darstellen. Um das Hauptschiff herum läuft ein Triforium, eine Galerie aus Spitzbögen. Darüber sind ebenfalls spitzbogige Fenster angeordnet.
Das Gewölbe des Kirchenschiffs ist aus Stein und ruht auf zwölf Säulen. Mehrere Säulen waren bei der Überschwemmung von 1665 aus dem Gleichgewicht geraten. Der eiserne Träger, der das Hauptschiff trennt, ersetzt die hölzernen Querbalken, die das Schiff stabilisierten.
Die Kirche ist 47 Meter lang, an der Fassade 20 Meter und am Chorhaupt 19 Meter breit.

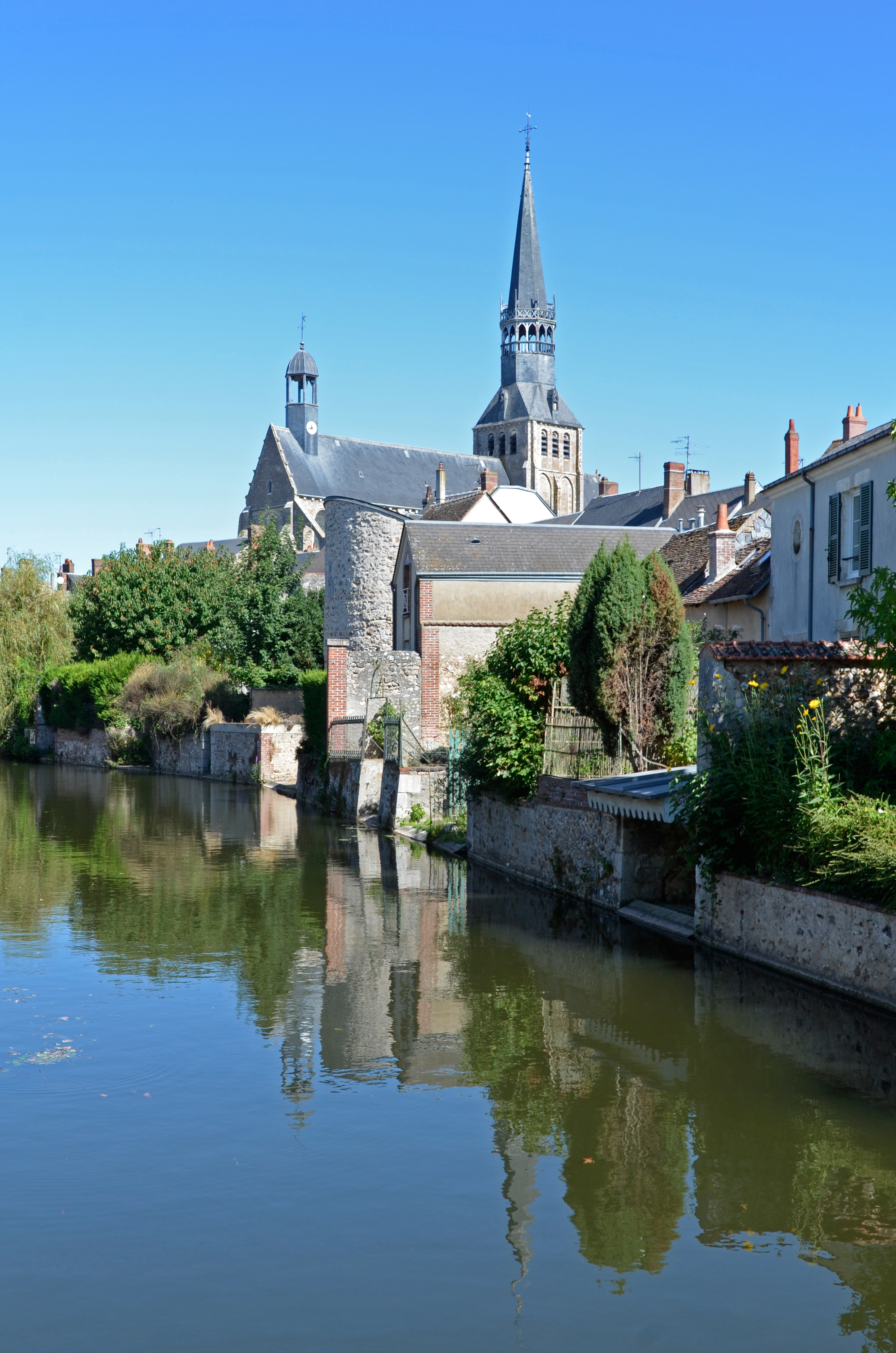
Ansicht vom Ufer Loir
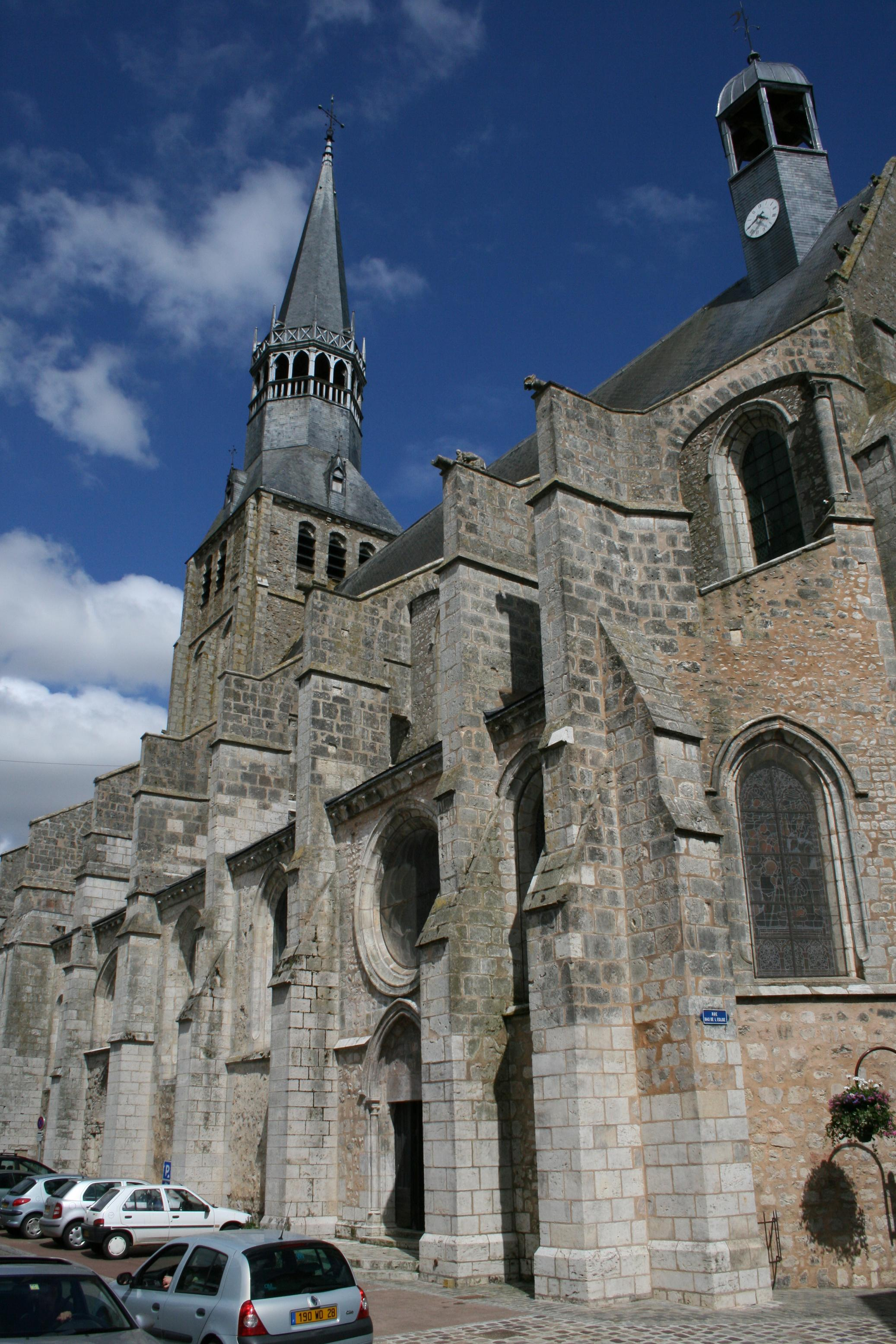
Außenansicht
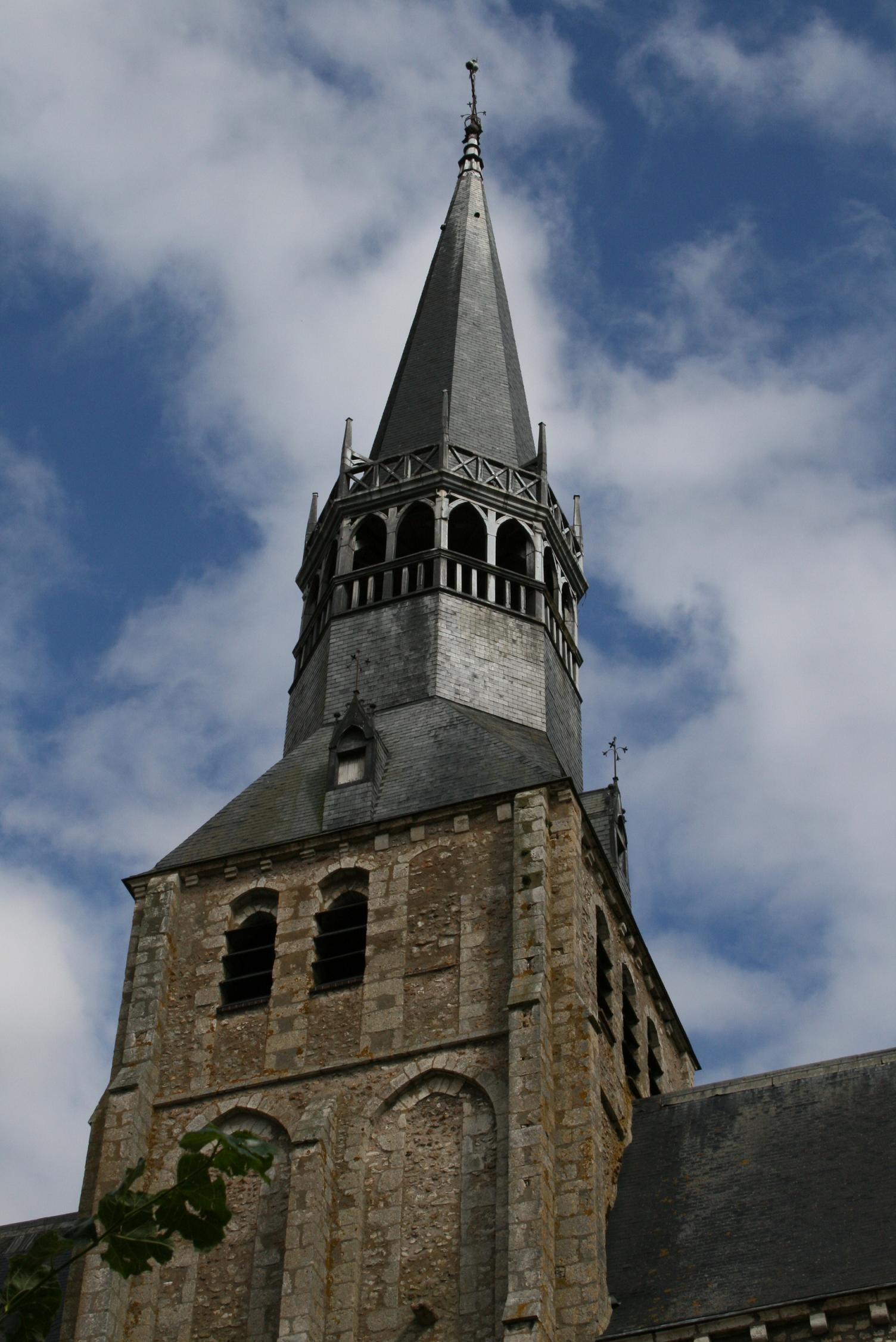
Glockenturm
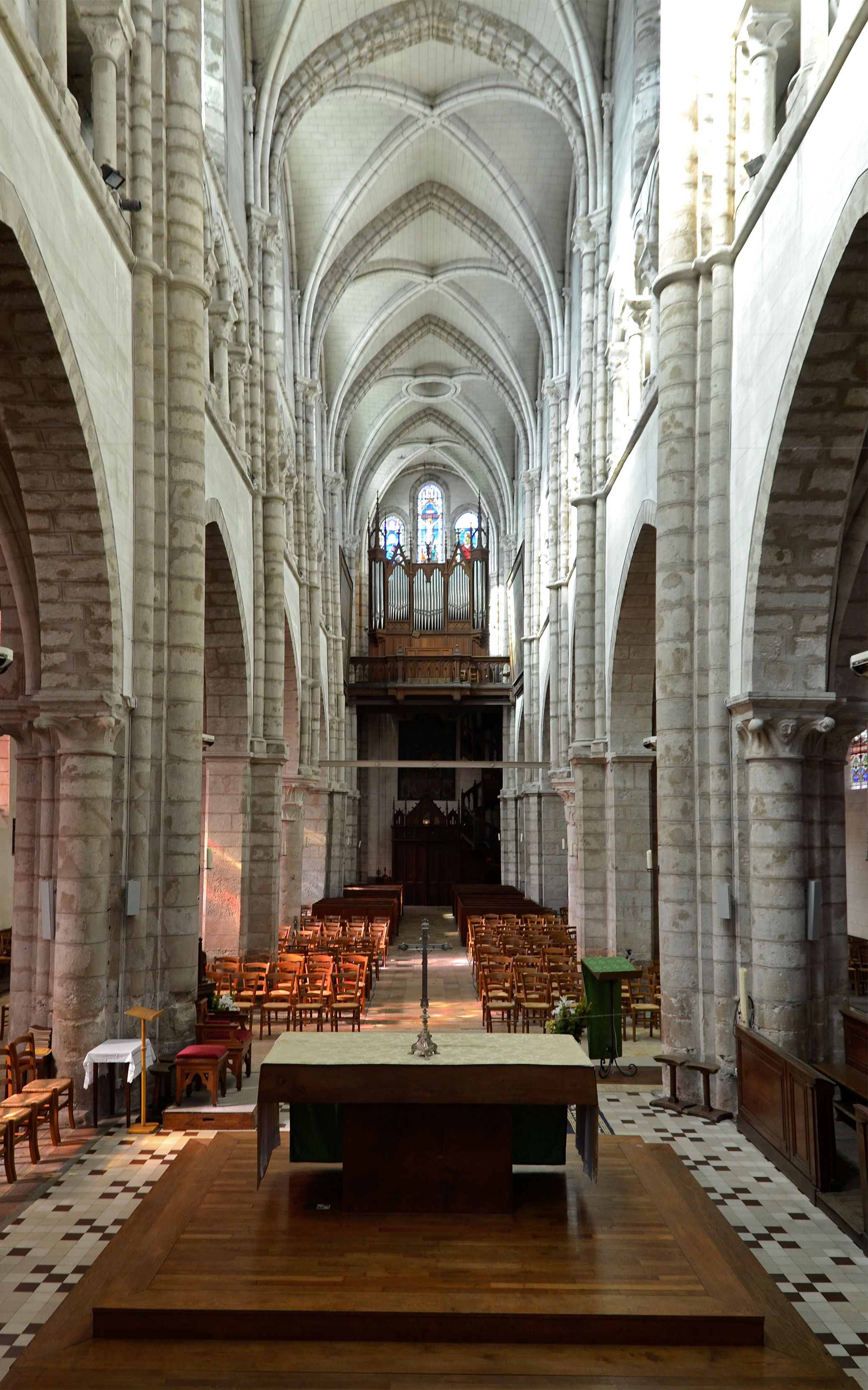
Innenansicht nach Westen
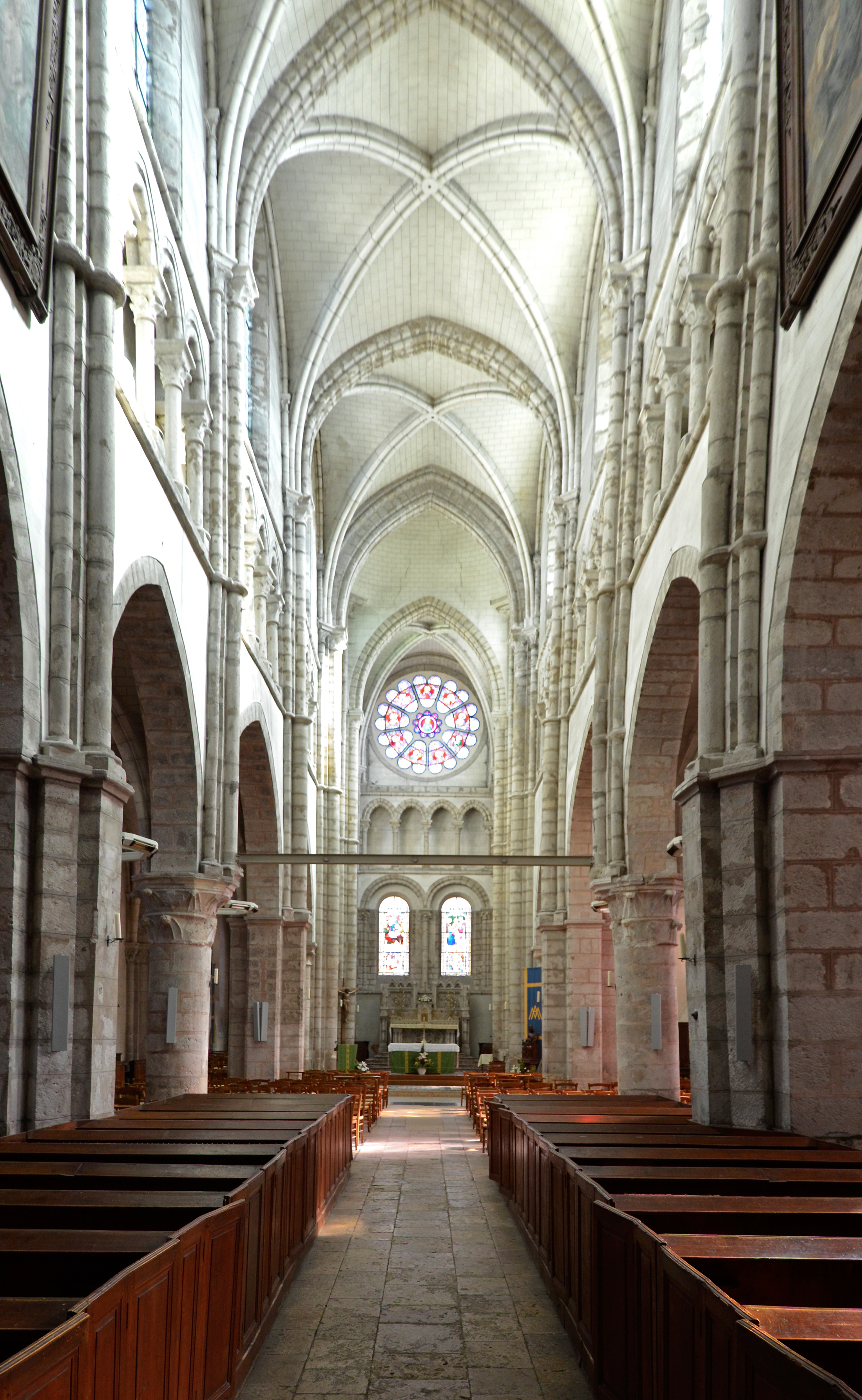
Innenansicht nach Osten

## Ausstattung

### Die Glasmalereien
Über dem Hauptaltar befindet sich eine fein gestaltete Fensterrose, die 1871 mit wertvollen Glasmalereien geschmückt wurde. Sie stellt die Schutzpatrone der Kirchen und Kapellen des alten Bonneval dar. In der Mitte ist die Jungfrau Maria dargestellt (dieser bei den Bombenangriffen zerstörte Teil wurde vor kurzem ersetzt und fügt sich nicht in das Gesamtbild), darüber der Erlöser; links die Heiligen Michael, Martin, Mauritius und Jakobus der Ältere; rechts die Heiligen Rochus, Johannes der Evangelist, Laurentius und Aegidius.
Alle anderen Glasmalereien wurden Ende des 19. Jahrhunderts im Zuge der Restaurierung der Kirche eingesetzt, die zwischen 1885 und 1893 begonnen und erfolgreich abgeschlossen wurde. Einige Glasmalereien, die Lourdesgrotte, die Schwarze Madonna, die Himmelfahrt und die heilige Theresia sind jüngeren Datums.

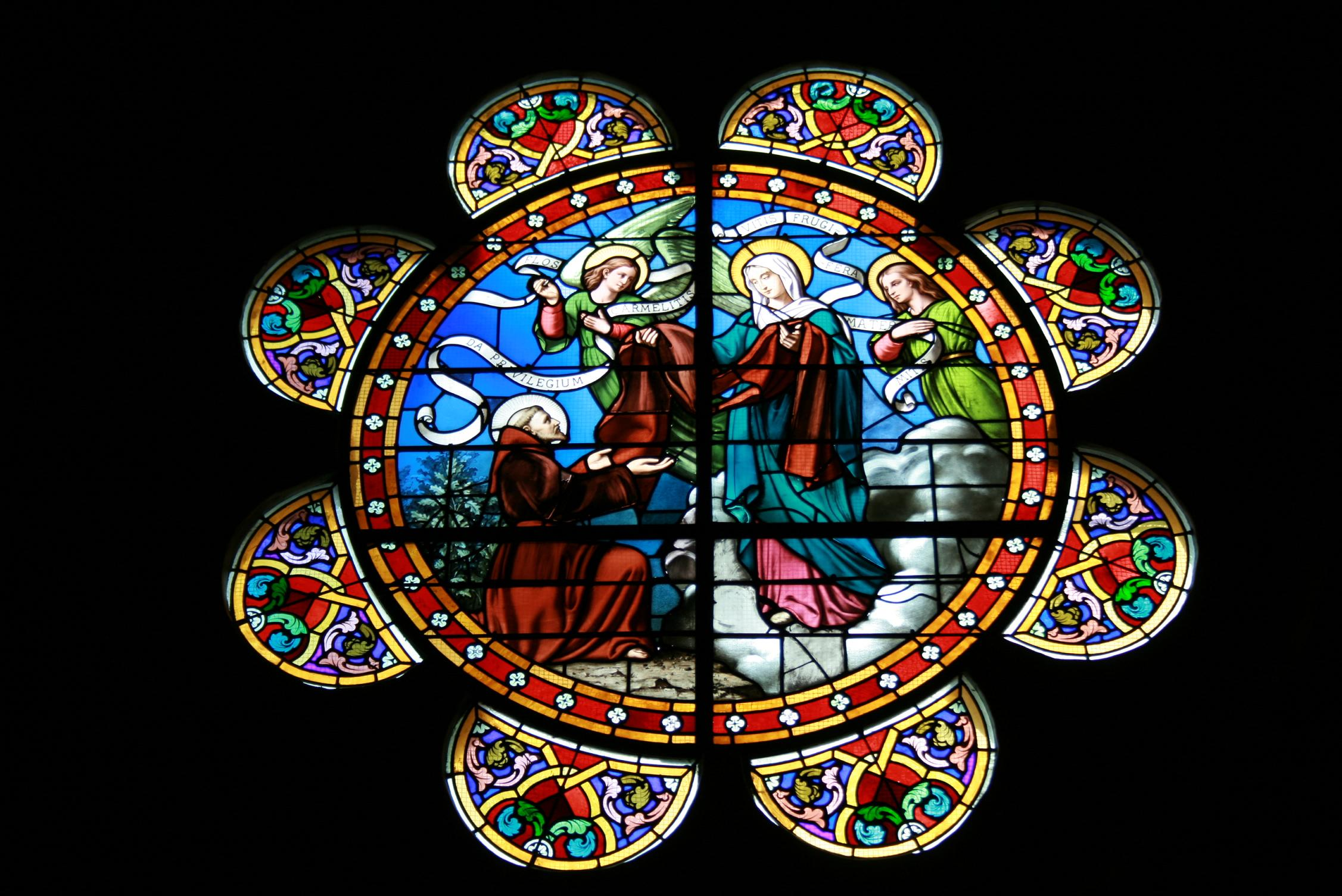
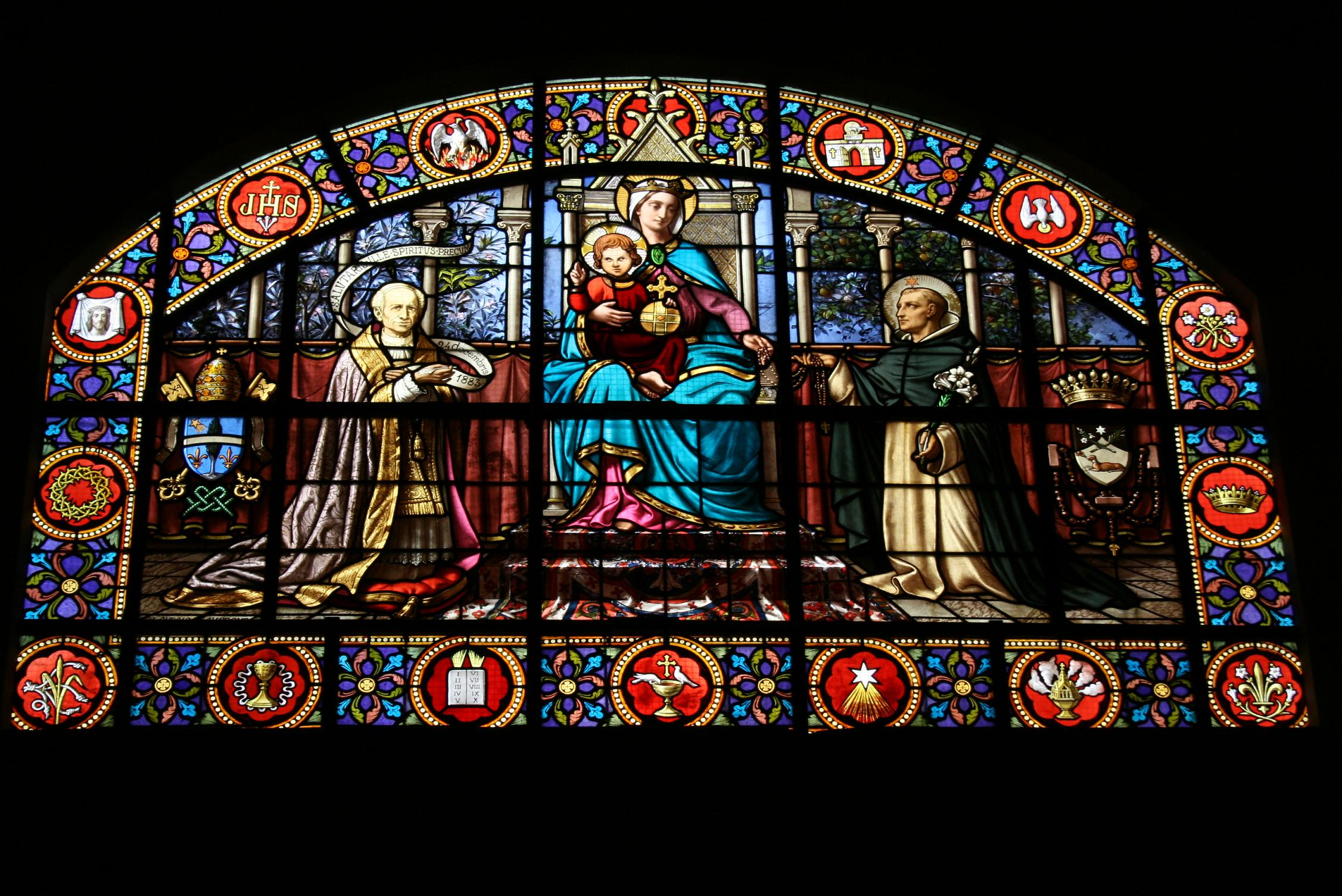
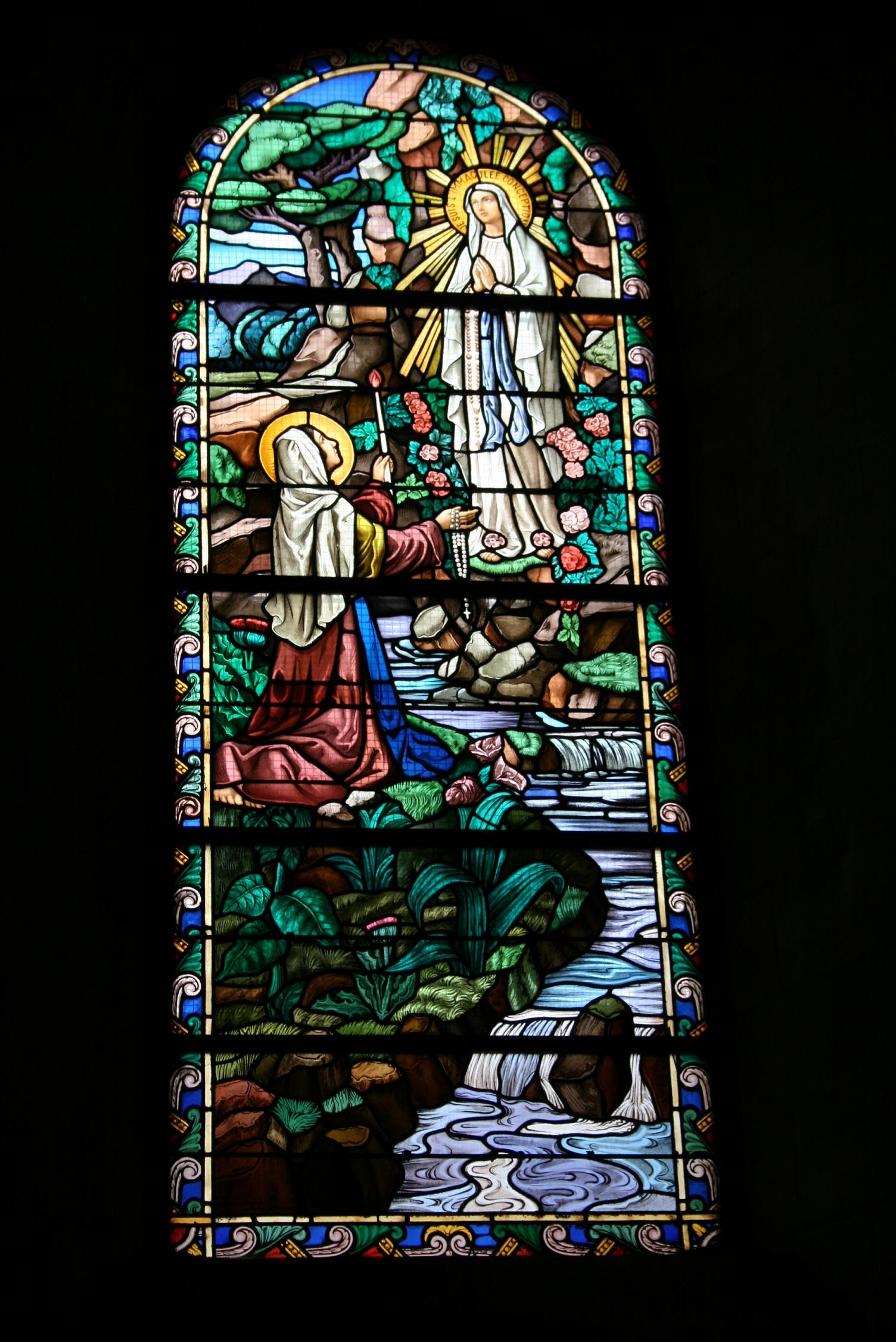
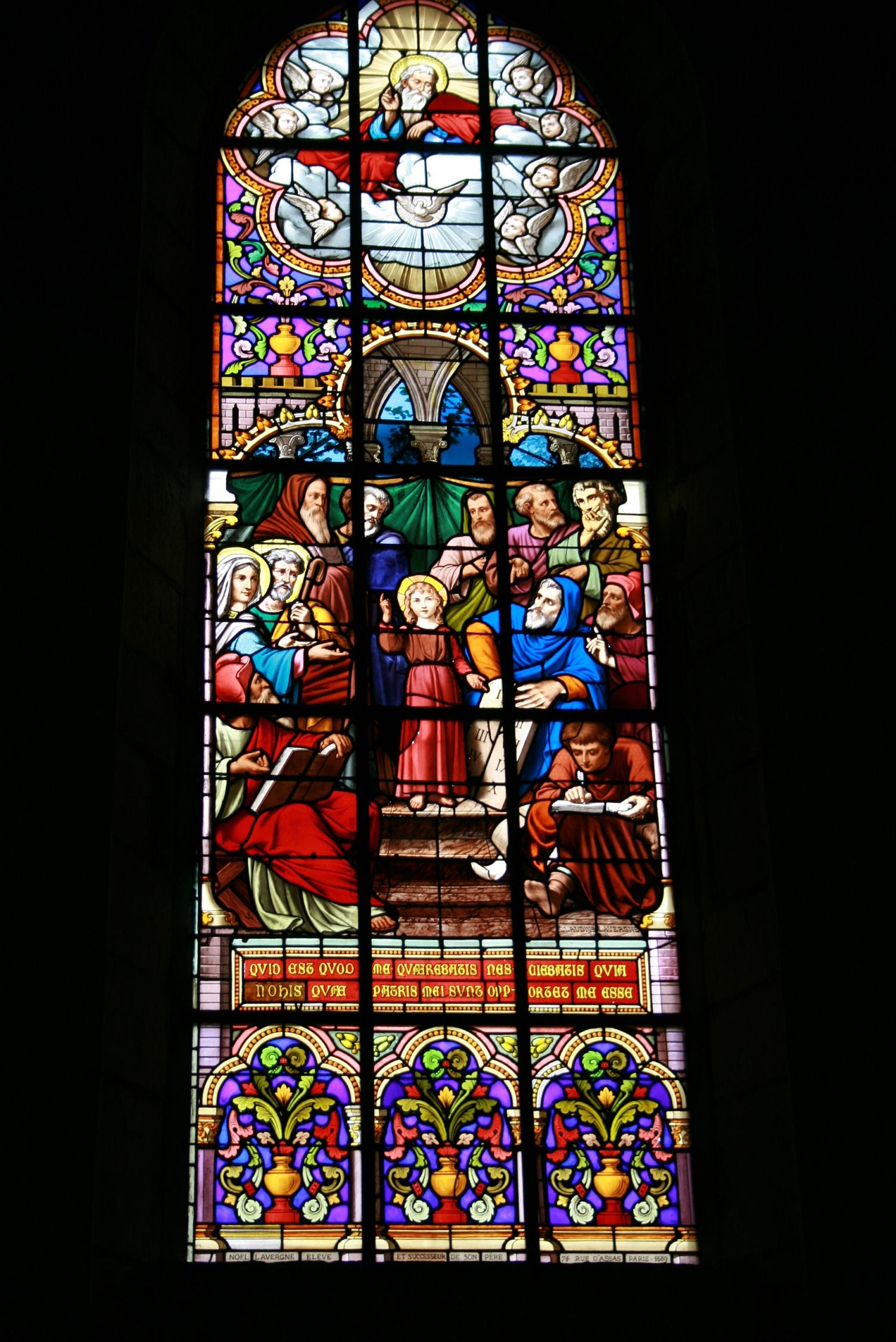

### Die Gemälde

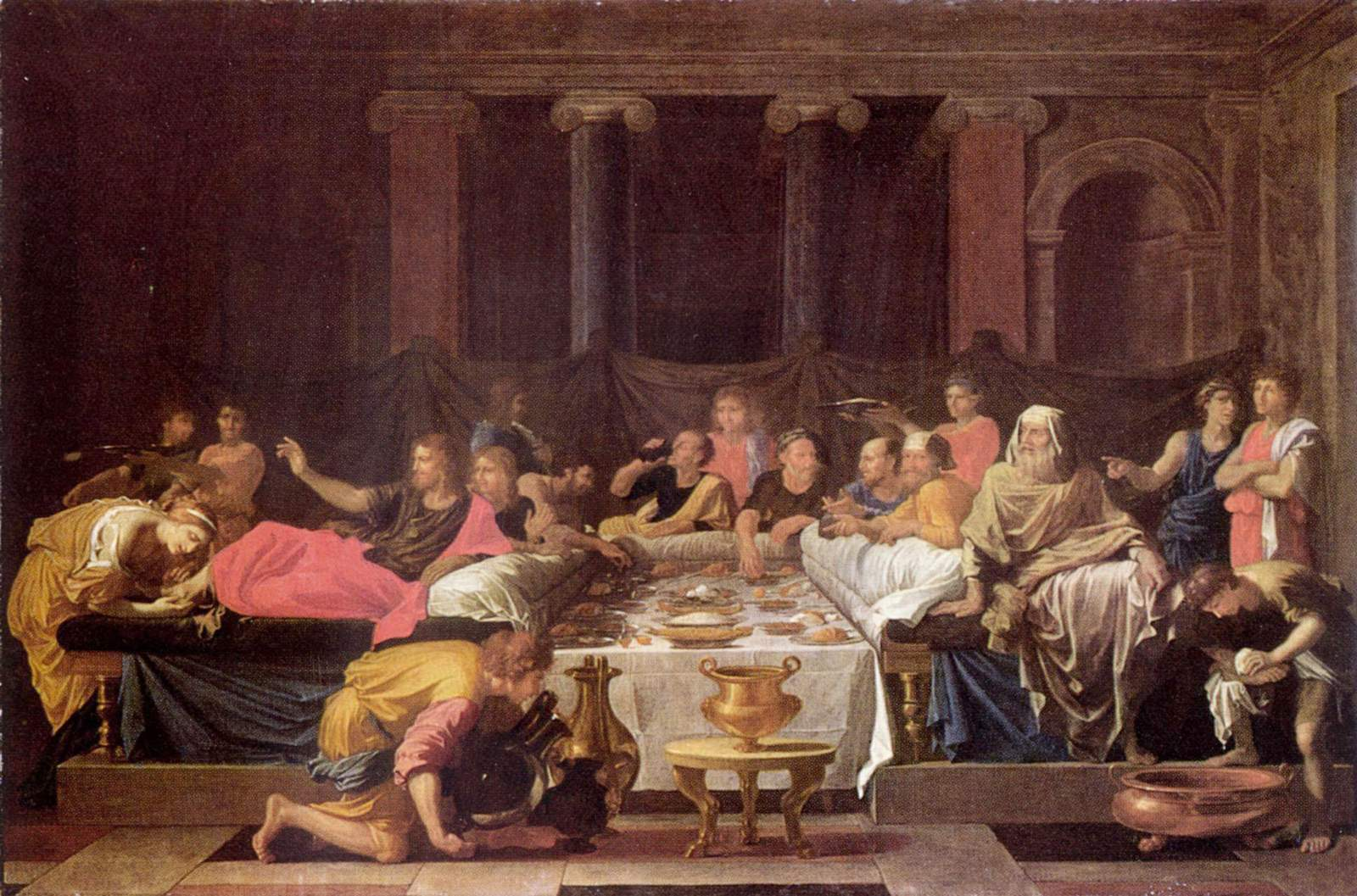
Die Buße (La Penitence), Nicolas Poussin, 17. Jahrhundert, National Gallery of Scotland

In der Nähe der Orgel befinden sich zwei große Gemälde aus dem Refektorium der Mönche der Abtei Saint-Florentin, von denen eines die Brotvermehrung oder Die Ernte des Manna und das andere Die Buße oder Das Gastmahl bei Simon darstellt. Letzteres ist eine Kopie eines Gemäldes von Nicolas Poussin aus der Serie Die sieben Sakramente. Beide Gemälde sind seit 2018 als historisches Denkmal und als Objekt klassifiziert. Die Orgel ist ein Werk von Abbe Antoine Tronchet aus dem Jahr 1905 mit 15 Registern auf zwei Manualen und Pedal.

### Bemalte Skulpturen
Zahlreiche bemalte Skulpturen aus verschiedenen Materialien sind vorhanden:
- Madonna mit sitzendem Kind (Virgini pariturae), aus Holz;
- Steinbüste von Claude-Hippolyte Clausel de Montals, Bischof von Chartres von 1824 bis 1852; außerdem sind eine Jesus-Statue und eine Statue von Jeanne d’Arc aus demselben Material vorhanden;
- Mehrere lebensgroße polychrome Statuen, die unter anderem Anna bei der Unterrichtung Marias und die Heiligen Georg, Laurentius und Sebastian darstellen.

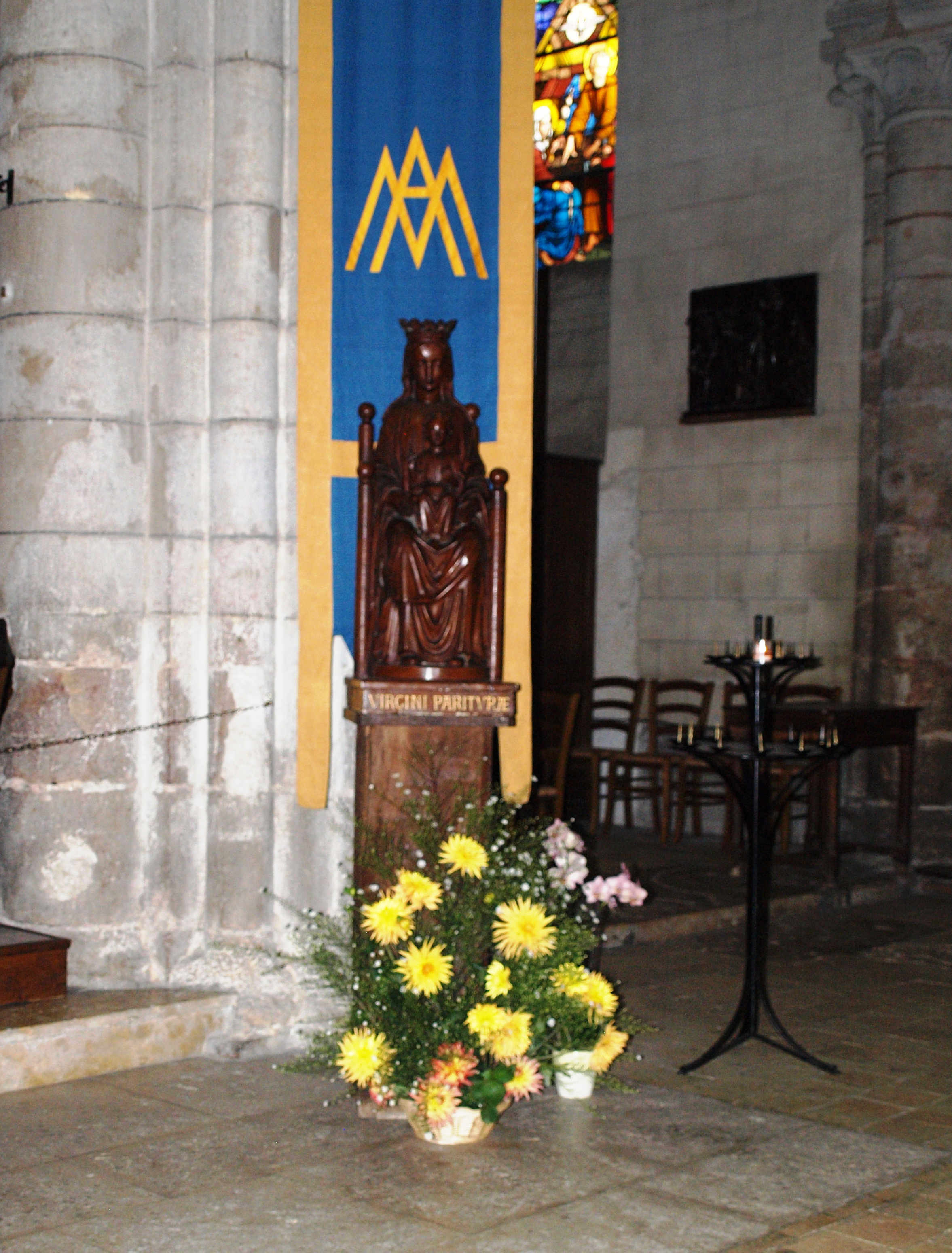
Jungfrau mit dem Kind
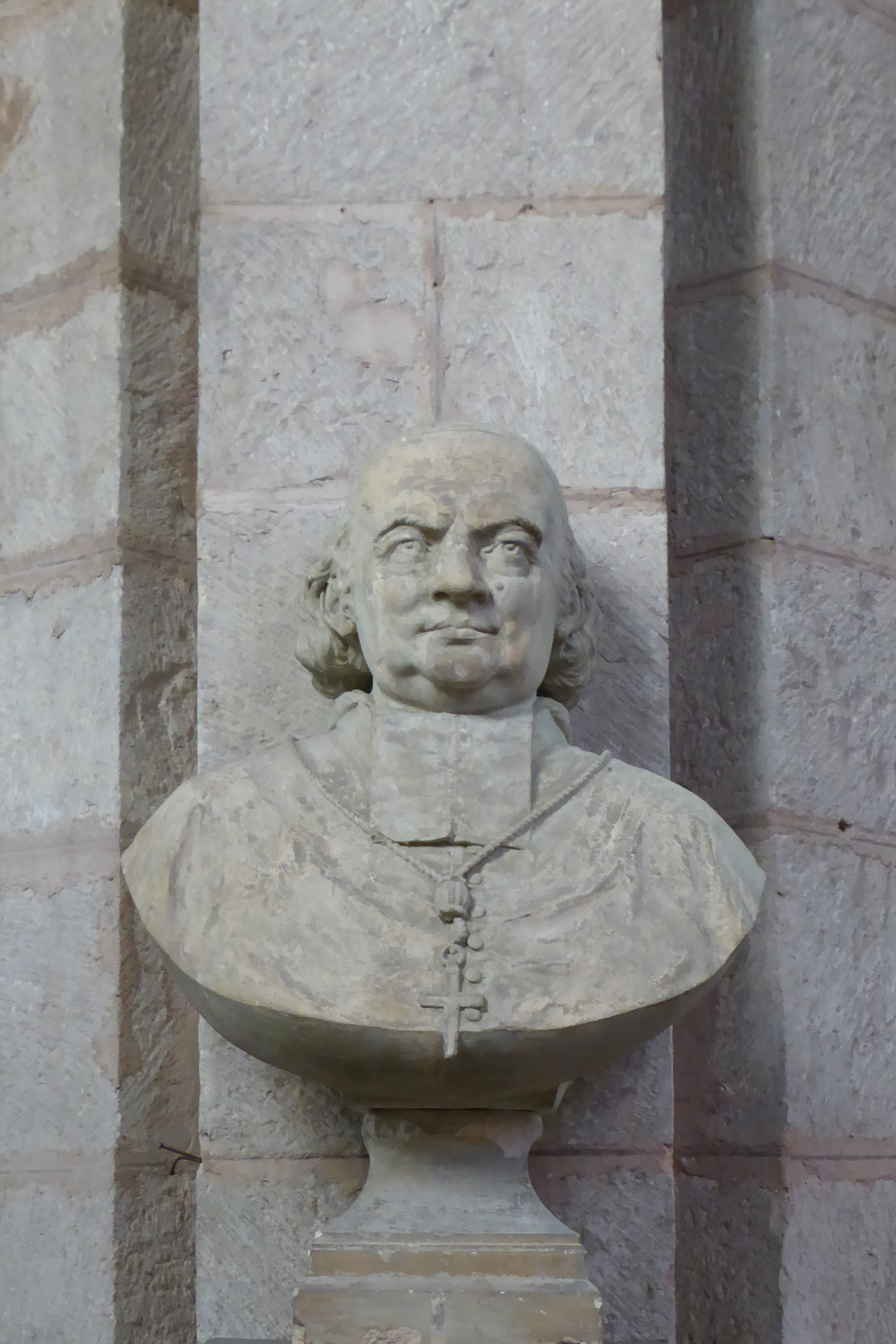
Bischof Clausel de Montals
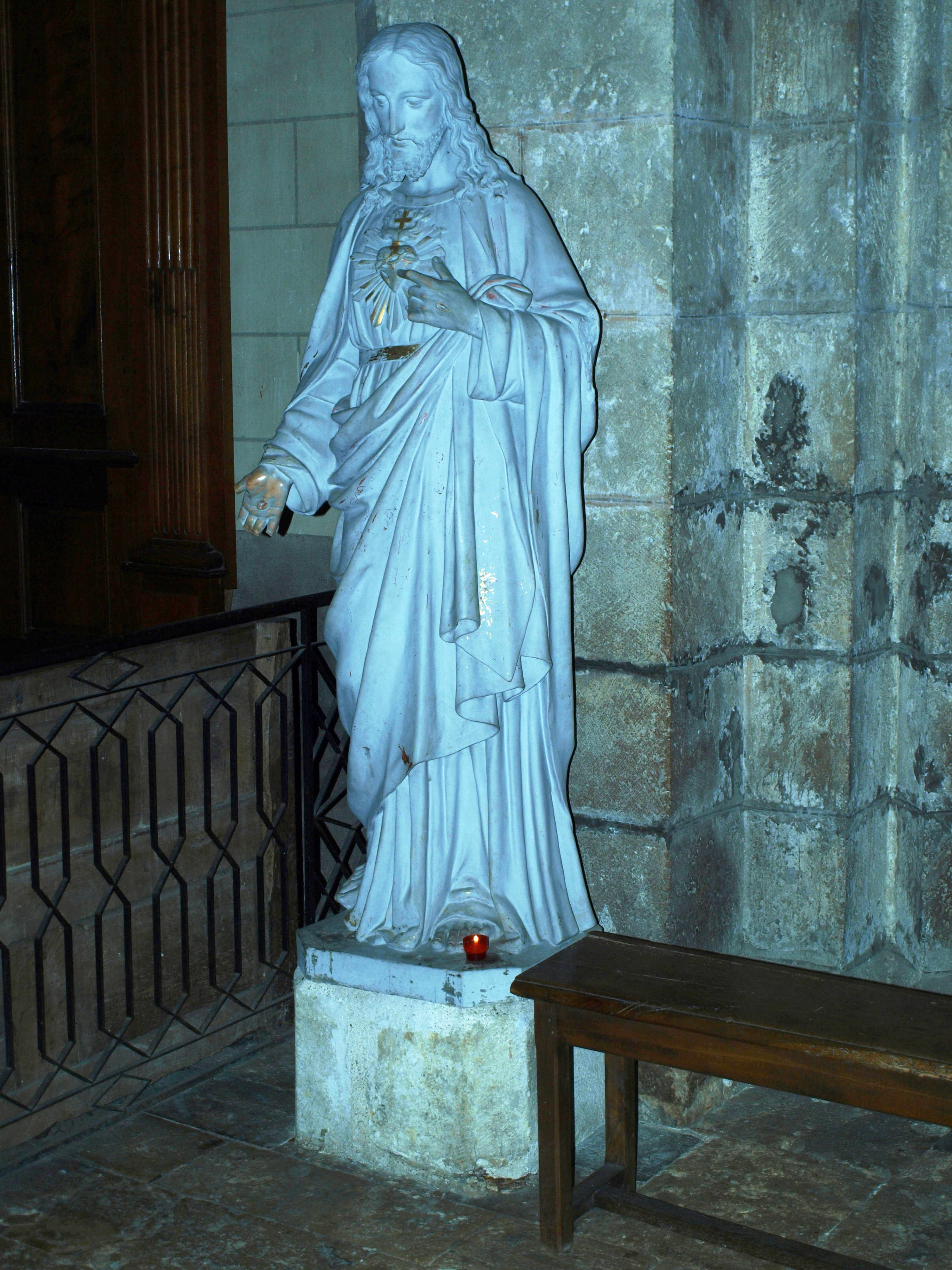
Jesus
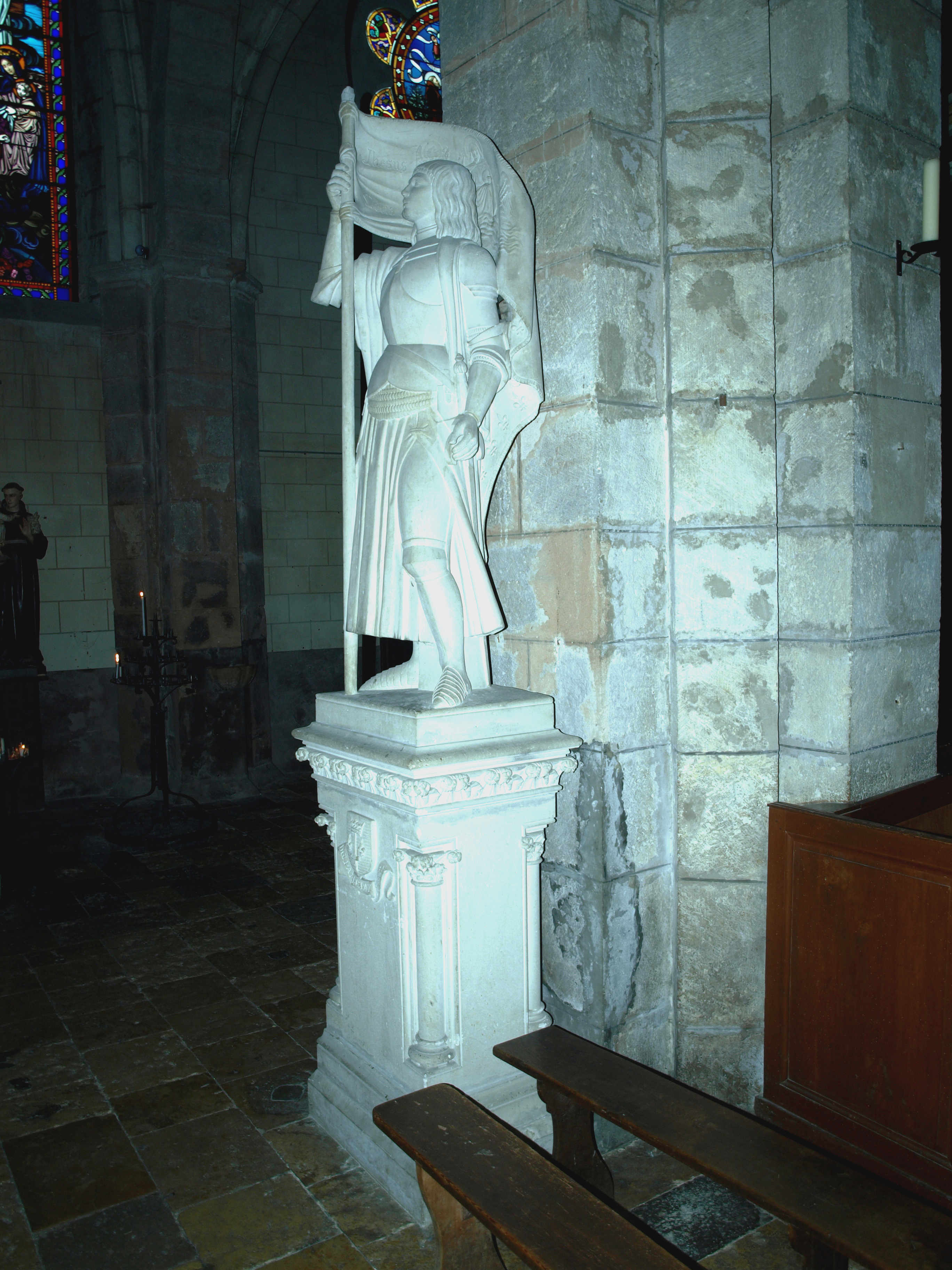
Jeanne d’Arc
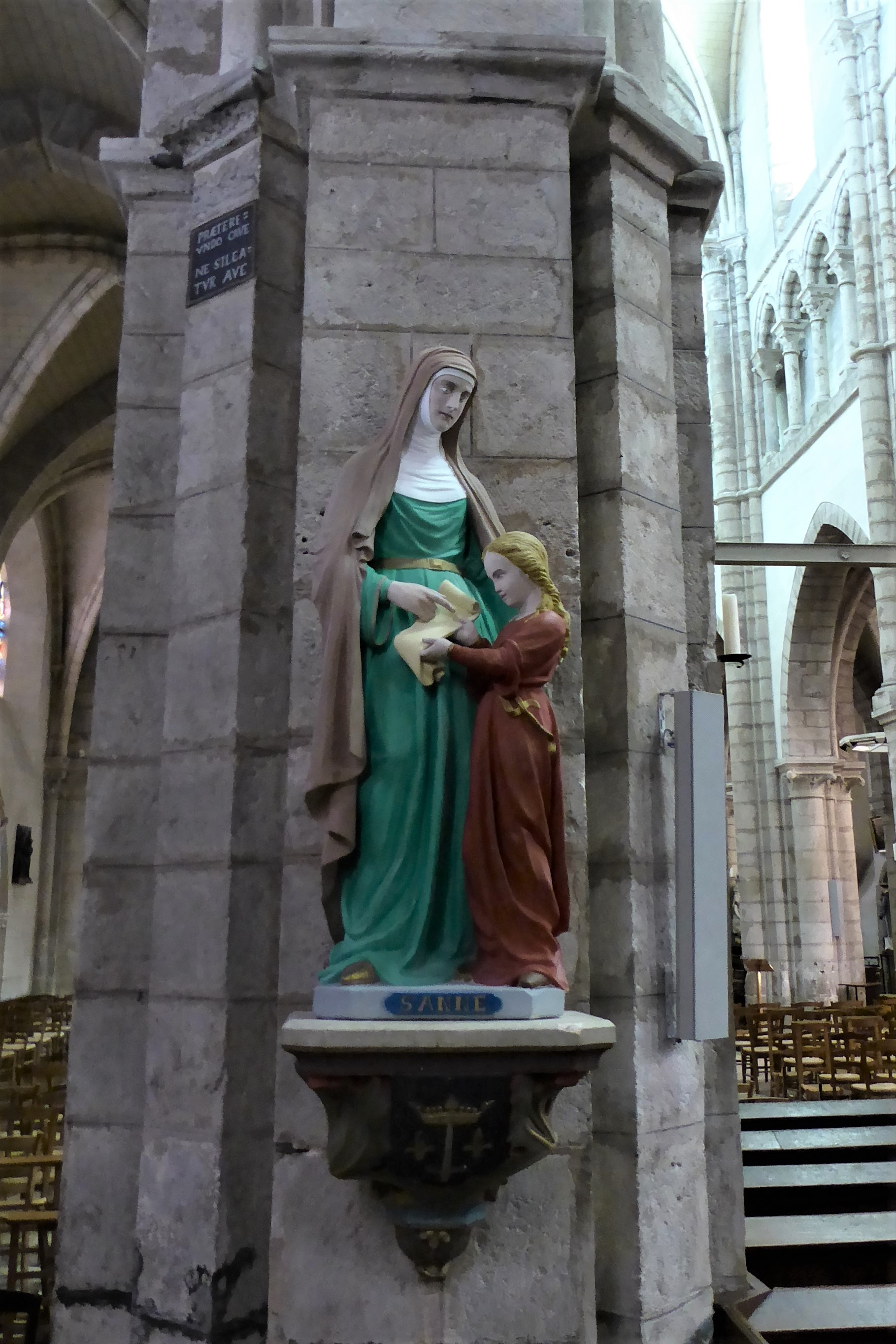
Heilige Anna und Maria
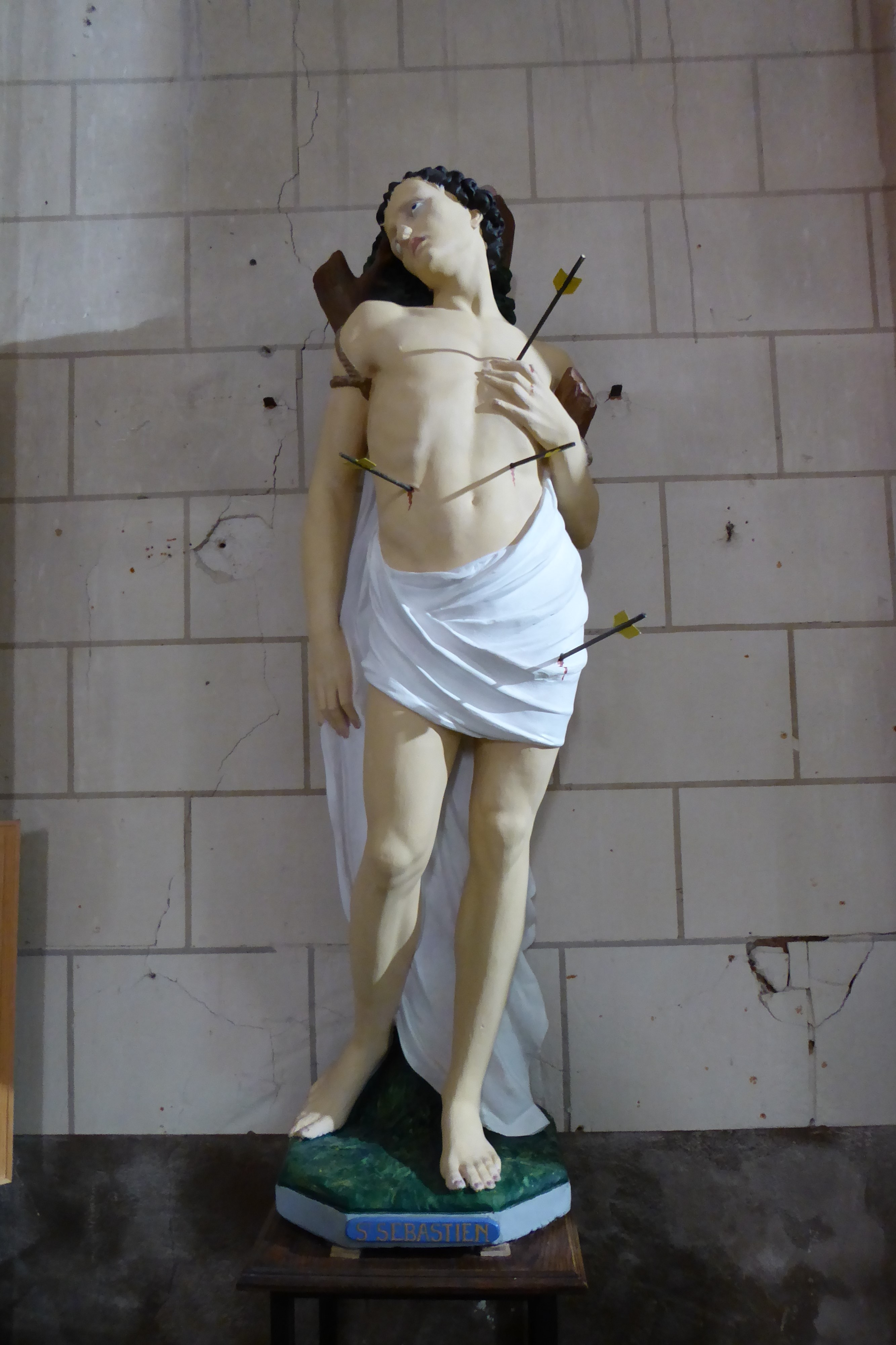
Der heilige Sebastian
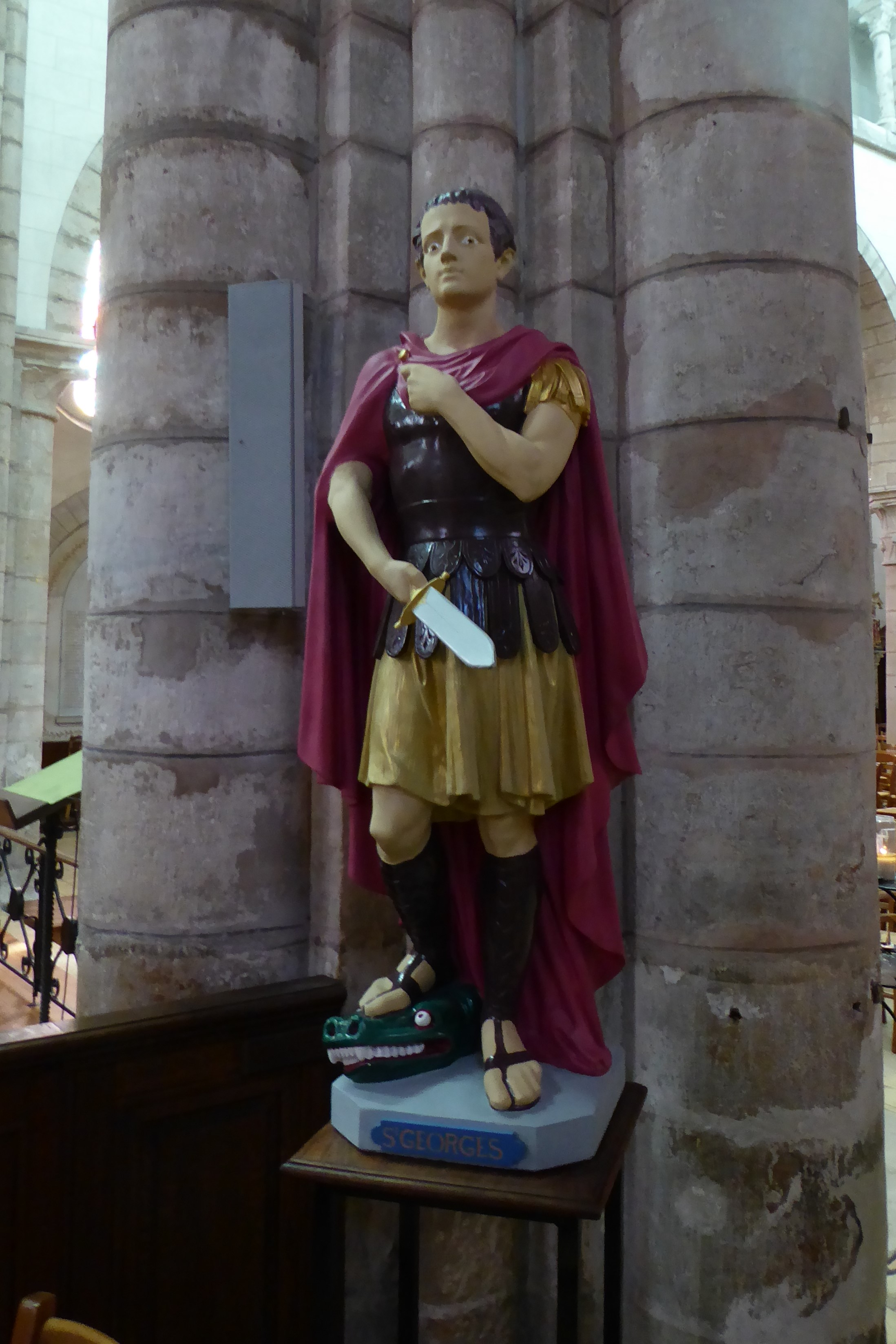
Der heilige Georg
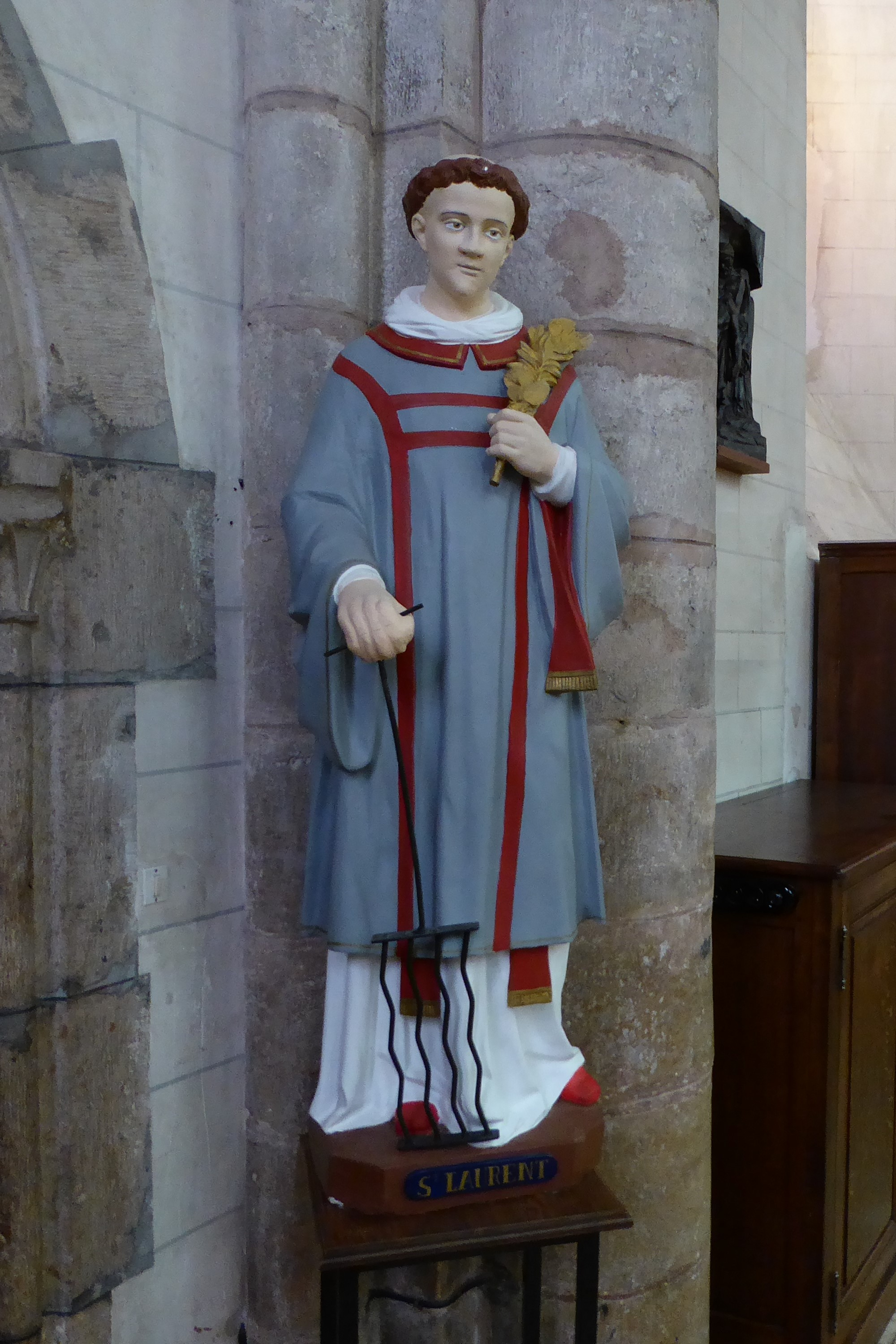
Heiliger Laurentius

## Pfarrei und Dekanat
Die Kirche Notre-Dame de Bonneval gehört zur Pfarrei Saint Paul en Val, die dem Dekanat Dunois angegliedert ist.